# Chiesa di San Lorenzo (Söderköping)
La chiesa di San Lorenzo (in svedese S:t Laurentii kyrka) è una chiesa luterana medievale a Söderköping, in Svezia. La chiesa originaria era dedicata a San Lorenzo ed ha mantenuto il suo nome anche dopo la Riforma. Si trova nel centro di Söderköping e funge da chiesa parrocchiale all'interno della diocesi di Linköping. È una delle due chiese medievali sopravvissute a Söderköping, l'altra è la chiesa di Drothem (Drothems kyrka). Entrambe le chiese sono associate alla diocesi di Linköping della Chiesa di Svezia.

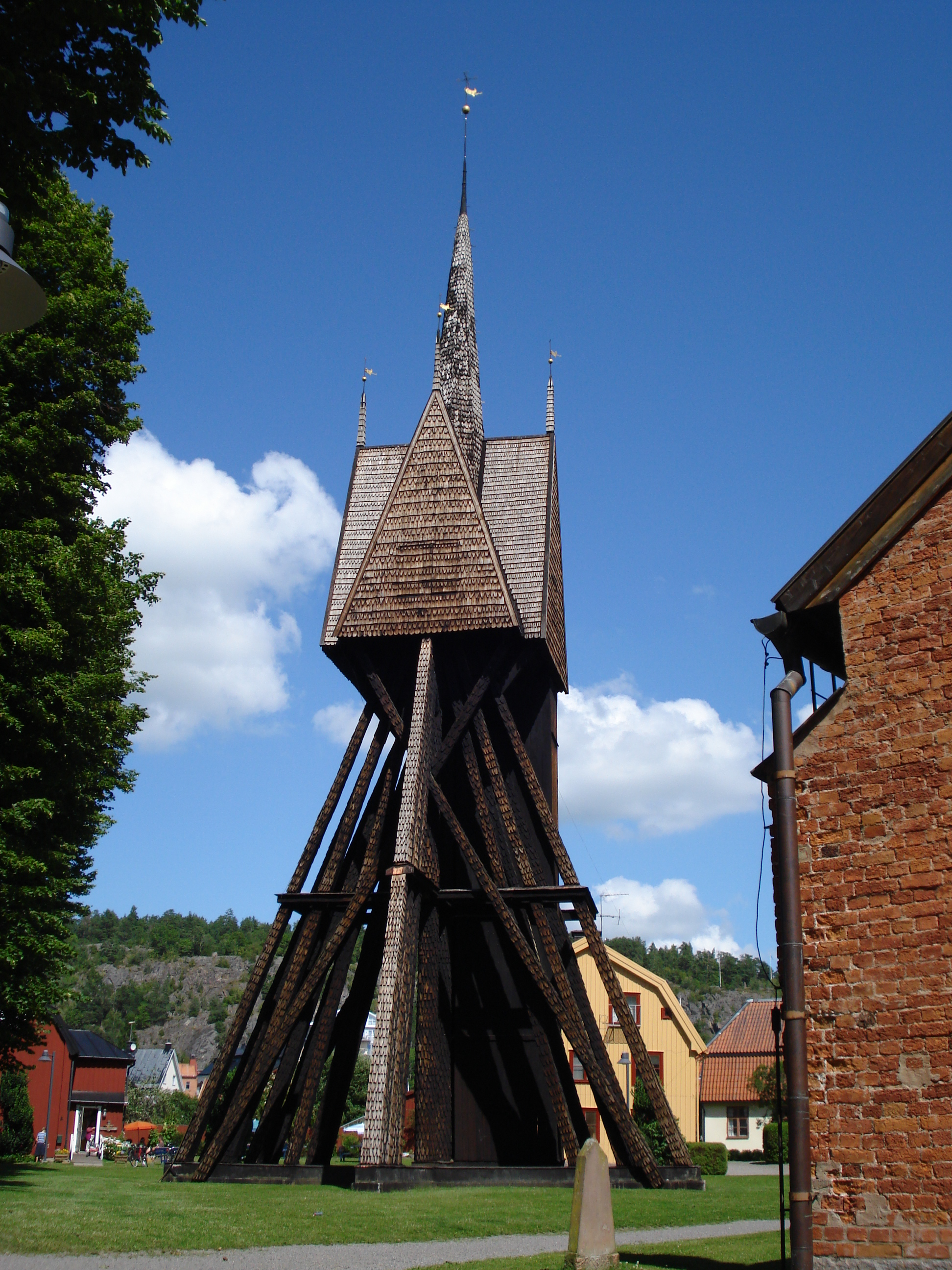
Il campanile esterno

## Storia
La chiesa chiesa parrocchiale di Söderköping ha una storia lunga e complicata, che risale all'inizio del XII secolo e risulta citata già nel 1253 nelle fonti storiche. È una delle poche chiese medievali dell'Östergötland costruita interamente in mattoni, una circostanza che potrebbe essere collegata al fatto che all'epoca c'erano un gran numero di mercanti tedeschi attivi a Söderköping, risultando un bell'esempio svedese di Gotico baltico. La chiesa originaria aveva la forma di una basilica a tre navate.

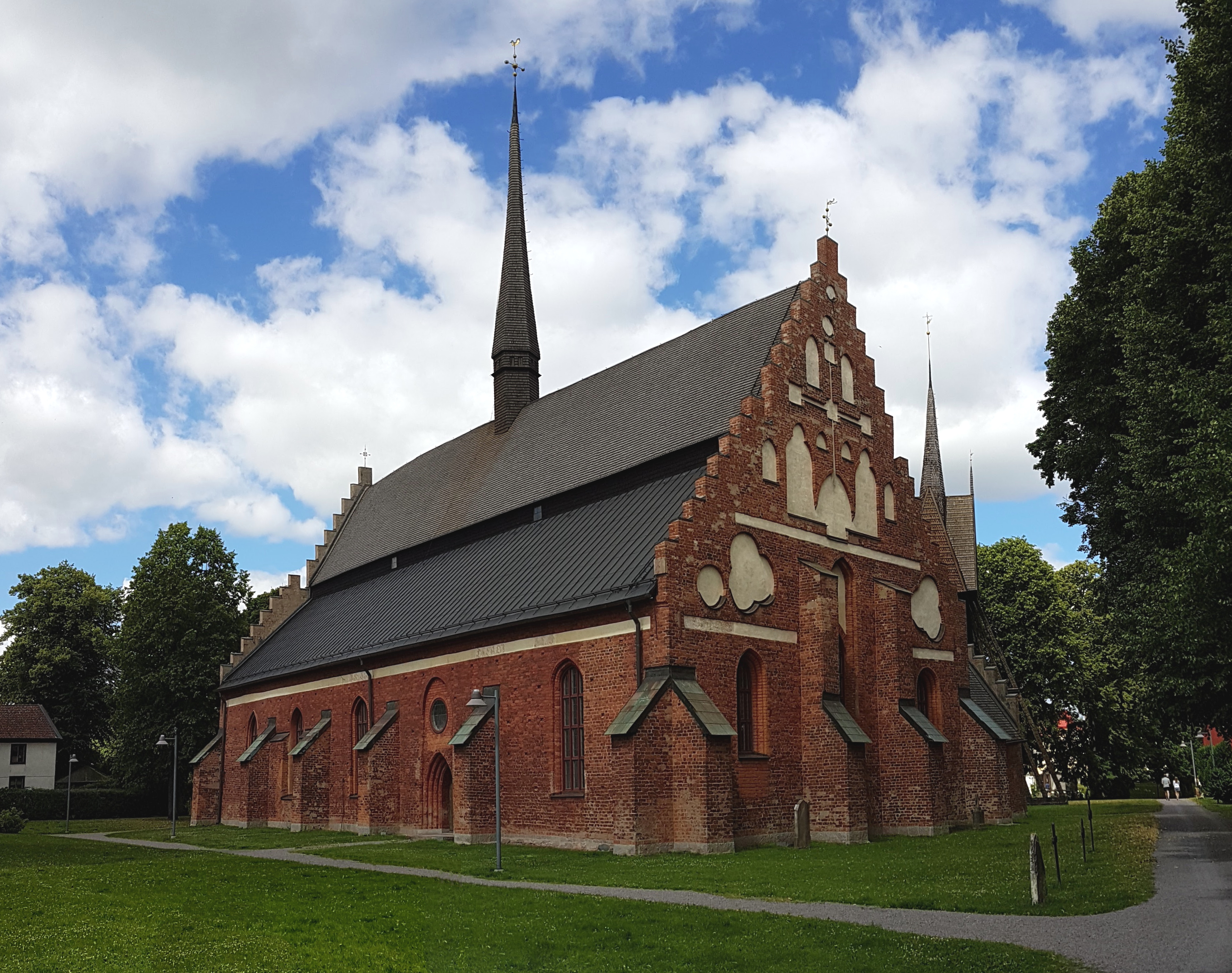
Esterno della chiesa

Durante un incendio cittadino nel 1494 la chiesa fu danneggiata, nel 1497 il vescovo Henrik Tidemanssone la ricostruì nelle forme attuali. Un campanile esterno fu eretto negli anni ottanta del Cinquecento. Nel corso della sua storia è stato ricostruito, ristrutturato (anche in conseguenza dei danni causati dalle ricorrenti inondazioni causate dal vicino fiume Söderköpingsån) e più volte rimaneggiato, ma conserva gran parte della sua forma e aspetto medievale. Esternamente, la chiesa è dominata dalla sua facciata in mattoni rossi, intervallata da archi ciechi e sostenuta da contrafforti in mattoni. Poiché non ha abside sporgente, sia l'estremità occidentale che quella orientale della chiesa sono contrassegnate da facciate diritte che terminano con frontoni a gradoni. Sulla parete esterna della sagrestia è raffigurato San Lorenzo. Durante una ristrutturazione nel 1965, una pietra runica murata fu scoperta e messa a nudo in una delle pareti.

## Architettura
L'interno oggi è una tipica Hallenkirche (chiesa a sala), dominata da volte imbiancate a calce. Resti di affreschi medievali sono stati messi a nudo durante i restauri del XX secolo. La chiesa contiene anche degli inventari degni di nota, come una pala d'altare tardo medievale, forse francese; una Croce di Trionfo forse realizzata a Vadstena intorno al 1400; un crocifisso processionale del XIII secolo e diverse statuette medievali in legno intagliato di santi. La chiesa è stata la sede delle incoronazioni reali in Svezia in due occasioni. La prima volta fu quando Helvig di Holstein, moglie di Magnus III di Svezia, fu incoronata regina di Svezia il 29 giugno 1281. Il secondo fu quando Birger Magnusson e Marta di Danimarca furono incoronati re e regina di Svezia nella chiesa nel 1302.